# Xanthogryllacris
Xanthogryllacris is een geslacht van rechtvleugeligen uit de familie Gryllacrididae. De wetenschappelijke naam van dit geslacht is voor het eerst geldig gepubliceerd in 1937 door Karny.

## Soorten
Het geslacht Xanthogryllacris omvat de volgende soorten:
- Xanthogryllacris astemmna Karny, 1930
- Xanthogryllacris ficalbii Griffini, 1911
- Xanthogryllacris giulianettii Griffini, 1909
- Xanthogryllacris punctipennis Walker, 1869
- Xanthogryllacris semiurania Karny, 1937
- Xanthogryllacris timoriensis Karny, 1931
- Xanthogryllacris urania Griffini, 1911